# Muntverzwakking
Muntverzwakking is het dalen van de intrinsieke waarde van munten van edelmetaal ten opzichte van de nominale waarde (de waarde die op de munt vermeld staat). Deze muntverzwakking werd historisch vaak veroorzaakt door het gebruik van muntheren om in tijden van schaarste of crisis het metaal in de munten (heimelijk) te vervangen door een legering met goedkopere metalen (bijv. brons of tin in plaats van goud of zilver). Muntverzwakking stelt een muntheer in staat winst te maken op de muntproductie, sleischat genaamd.
Op de lange termijn leidt muntontwaarding tot inflatie (prijsstijgingen). Dit effect treedt echter niet onmiddellijk op aangezien de goedkoper geproduceerde munten een fiduciaire waarde kunnen behouden: de uitgevende overheid verplicht zich immers om de munten tegen hun nominale waarde te accepteren. Al in de Griekse oudheid zijn voorbeelden van dit effect te vinden. De inflatie trad uiteindelijk toch op omdat de fiduciaire waarde ophield bij de grenzen van de stadstaat en de waarde van "buitenlandse" valuta vaak door weging werd vastgesteld.